# Olympische Sommerspiele 1956/Teilnehmer (Australien)
| Gelbes Symbol für Goldmedaillen mit stilisierten Olympischen Ringen | Graues Symbol für Silbermedaillen mit stilisierten Olympischen Ringen | Braundes Symbol für Bronzemedaillen mit stilisierten Olympischen Ringen |
| ------------------------------------------------------------------- | --------------------------------------------------------------------- | ----------------------------------------------------------------------- |
| 13                                                                  | 8                                                                     | 19                                                                      |

Australien war Gastgeber der Olympischen Sommerspiele 1956 in Melbourne.
294 australische Sportler, 44 Frauen und 250 Männer, nahmen in Melbourne und aufgrund der strengen Quarantänebedingungen Australiens auch an den Reitwettbewerben im schwedischen Stockholm teil.
Seit 1896 war es die dreizehnte Teilnahme eines australischen Teams an Olympischen Sommerspielen. Damit war Australien neben Griechenland, Frankreich, der Schweiz, dem Vereinigten Königreich sowie den USA eine der sechs Nationen, die bis dahin bei allen Olympischen Sommerspielen teilgenommen hatten.

## Flaggenträger
Der Ruderer Mervyn Wood trug die Flagge Australiens während der Eröffnungsfeier.
Siehe auch → Liste der Flaggenträger der australischen Mannschaften bei Olympischen Spielen

## Medaillen
Mit 13 gewonnenen Gold-, 8 Silber- und 19 Bronzemedaillen belegte das australische Team Platz 3 im Medaillenspiegel.
Erfolgreichste Sportlerinnen waren die Leichtathletin Betty Cuthbert und die Schwimmerin Murray Rose, beide gewannen je drei Goldmedaillen.

### Gold

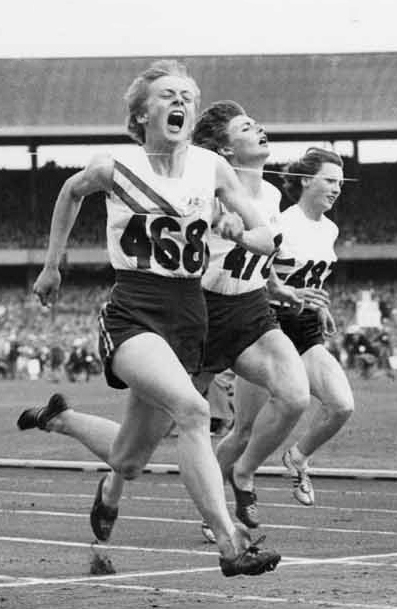
Betty Cuthbert (468)

| Name/n                                                            | Sportart       | Wettkampf                                  |
| ----------------------------------------------------------------- | -------------- | ------------------------------------------ |
| Betty Cuthbert                                                    | Leichtathletik | Frauen 100 Meter und Frauen 200 Meter      |
| Shirley Strickland                                                | Leichtathletik | Frauen 80 Meter Hürden                     |
| Norma Croker, Betty Cuthbert, Fleur Mellor und Shirley Strickland | Leichtathletik | Frauen 4 × 100 Meter                       |
| Ian Browne und Tony Marchant                                      | Radsport       | Tandem                                     |
| Jon Henricks                                                      | Schwimmen      | 100 Meter Freistil                         |
| Murray Rose                                                       | Schwimmen      | 400 Meter Freistil und 1500 Meter Freistil |
| David Theile                                                      | Schwimmen      | 100 Meter Rücken                           |
| John Devitt, Jon Henricks, Kevin O’Halloran und Murray Rose       | Schwimmen      | 4 × 200 Meter Freistil                     |
| Dawn Fraser                                                       | Schwimmen      | Frauen 100 Meter Freistil                  |
| Lorraine Crapp                                                    | Schwimmen      | Frauen 400 Meter Freistil                  |
| Lorraine Crapp, Dawn Fraser, Faith Leech und Sandra Morgan        | Schwimmen      | Frauen 4 × 100 Meter Staffel               |

### Silber
| Name/n                                                   | Sportart       | Wettkampf                 |
| -------------------------------------------------------- | -------------- | ------------------------- |
| Graham Gipson, Kevan Gosper, Leon Gregory und David Lean | Leichtathletik | 4 × 400 Meter             |
| Chilla Porter                                            | Leichtathletik | Hochsprung                |
| Stuart MacKenzie                                         | Rudern         | Einer                     |
| John Scott und Rolly Tasker                              | Segeln         | Sharpie                   |
| John Devitt                                              | Schwimmen      | 100 Meter Freistil        |
| John Monckton                                            | Schwimmen      | 100 Meter Rücken          |
| Lorraine Crapp                                           | Schwimmen      | Frauen 100 Meter Freistil |
| Dawn Fraser                                              | Schwimmen      | Frauen 400 Meter Freistil |

### Bronze
| Name/n | Sportart       | Wettkampf                             |
| --- | -------------- | ------------------------------------- |
| Kevin Hogarth | Boxen          | Weltergewicht                         |
| Dennis Green und Walter Brown | Kanu           | 10.000 Meter                          |
| Hector Hogan | Leichtathletik | 100 Meter                             |
| John Landy | Leichtathletik | 1500 Meter                            |
| Allan Lawrence | Leichtathletik | 10.000 Meter                          |
| Norma Thrower | Leichtathletik | 80 Meter Hürden                       |
| Marlene Mathews | Leichtathletik | Frauen 100 Meter und Frauen 200 Meter |
| Dick Ploog | Radsport       | Sprint                                |
| Murray Riley und Mervyn Wood | Rudern         | Doppelzweier                          |
| Michael Aikman, Fred Benfield, David Boykett, Brian Doyle, Harold Hewitt, James Howden, Walter Howell, Garth Manton und Adrian Monger | Rudern         | Achter                                |
| Gary Chapman | Schwimmen      | 100 Meter Freistil                    |
| Faith Leech | Schwimmsport   | Frauen 100 Meter Freistil             |
| Douglas Buxton, Devereaux Mytton und Jock Sturrock                                                                                    | Segeln         | 5,5-m-R-Klasse                        |

## Teilnehmer nach Sportarten

### Basketball
- Kader: Algis Ignatavicius, Bruce Flick, Colin Burdett, Geoff Heskett, Inge Friedenfelds, George Dancis, Kenneth Finch, Mervyn Moy, Peter Bumbers, Peter Demos, Peter Sutton und Stan Dargis
- Trainer: Ken Watson
Vorrunde, Gruppe D: mit zwei Niederlagen für die Platzierungsrunde um Rang 9 bis 15 qualifiziert
24. Nov., 20:00 Uhr:  Brasilien –  Australien 89:66
26. Nov., 13:30 Uhr:  Chile –  Australien 78:56
Platzierungsrunde um Rang 9 bis 15, Gruppe 1: mit zwei Siegen und einer Niederlage für die Platzierungsspiele um Rang 9 bis 12 qualifiziert
27. Nov., 09:00 Uhr:  Australien –  Thailand 87:48
28. Nov., 13:30 Uhr:  Australien –  Formosa 73:86
29. Nov., 13:30 Uhr:  Australien –  Singapur 98:74
Platzierungsspiele um Rang 9 bis 12: zwei Niederlagen, Rang 12
30. Nov., 13:30 Uhr:  Australien –  Kanada 38:83
01. Dez., 10:30 Uhr:  Formosa –  Australien 87:70

### Boxen
- Fliegengewicht (bis 51 kg)
Warner Batchelor
Vorrunde 2: Punktsieg gegen den Polen Henryk Kukier
Viertelfinale: Niederlage nach Punkten gegen Johnny Caldwell aus Irland
Rang 5

- Bantamgewicht (bis 54 kg)
Robert Bath
Ergebnisse: Punktsieg gegen Henry Jayasuriya aus Ceylon
Ergebnisse: Niederlage nach Punkten gegen den Südkoreaner Song Sun-Cheon
Rang 9

- Federgewicht (bis 57 kg)
Noel Hazard
Ergebnisse: Niederlage nach Punkten gegen den Briten Thomas Nicholls
Rang 9

- Leichtgewicht (bis 60 kg)
William Griffiths
Ergebnisse: Niederlage nach Punkten gegen den US-Amerikaner Louis Molina
Rang 9

- Halbweltergewicht (bis 63,5 kg)
Max Carlos
Ergebnisse: Niederlage nach Punkten gegen den US-Amerikaner Joe Shaw
Rang 9

- Weltergewicht (bis 67 kg)
Kevin Hogarth
Vorrunde: Punktesieg gegen den Neuseeländer Graham Finlay
Viertelfinale: Sieg gegen den Ungarn András Dőri
Halbfinale: Niederlage nach Punkten gegen den Iren Frederick Tiedt
Rang 3

- Halbmittelgewicht (bis 71 kg)
Peter Read
Vorrunde: Niederlage nach Punkten gegen José Torres aus Puerto Rico
Rang 9

- Mittelgewicht (bis 75 kg)
Howard Richter
Vorrunde: Niederlage nach Punkten gegen Július Torma aus der Tschechoslowakei
Rang 9

- Halbschwergewicht (bis 81 kg)
Anthony Madigan
Viertelfinale: Niederlage nach Punkten gegen den Sowjetrussen Romualdas Murauskas
Rang 5

### Fechten

#### Männer
Florett Einzel
- Brian McCowage
Vorrunde, Gruppe C: mit fünf Siegen und einer Niederlage (Rang 2) für das Halbfinale qualifiziert
0:5-Niederlage gegen Raymond Paul aus Großbritannien
5:0-Sieg gegen den Italiener Giancarlo Bergamini
5:4-Sieg gegen den Belgier Ghislain Delaunois
5:3-Sieg gegen den Ungarn Lajos Somodi
5:3-Sieg gegen den Argentinier Santiago Massini
5:2-Sieg gegen den US-Amerikaner Byron Krieger
Halbfinale, Gruppe B: mit zwei Siegen und fünf Niederlagen (Rang 6) nicht für das Finale qualifiziert
0:5-Niederlage gegen Christian d’Oriola aus Frankreich
4:5-Niederlage gegen Giancarlo Bergamini aus Italien
5:3-Sieg gegen den Ungarn József Gyuricza
2:5-Niederlage gegen Allan Jay aus Großbritannien
3:5-Niederlage gegen Günter Stratmann aus Deutschland
3:5-Niederlage gegen Iuri Ossipowi aus der Sowjetunion
5:4-Sieg gegen den René Paul aus Großbritannien

- David McKenzie
Vorrunde, Gruppe D: mit zwei Siegen und fünf Niederlagen (Rang 6) nicht für das Halbfinale qualifiziert
1:5-Niederlage gegen Mark Petrowitsch Midler aus der Sowjetunion
1:5-Niederlage gegen Christian d’Oriola aus Frankreich
1:5-Niederlage gegen René Paul aus Großbritannien
2:5-Niederlage gegen André Verhalle aus Belgien
2:5-Niederlage gegen Mihály Fülöp aus Ungarn
5:3-Sieg gegen den Kanadier Roland Asselin
5:4-Sieg gegen den Kolumbianer Emilio Echeverri

- Michael Sichel
Vorrunde, Gruppe B: mit fünf Siegen und zwei Niederlagen (Rang 1) für das Halbfinale qualifiziert
5:3-Sieg gegen den Sowjetrussen Iuri Ossipowi
4:5-Niederlage gegen Albert Axelrod aus den USA
3:5-Niederlage gegen Günter Stratmann aus Deutschland
5:2-Sieg gegen den Italiener Edoardo Mangiarotti
5:0-Sieg gegen den Belgier François Dehez
5:3-Sieg gegen den Franzosen Jacques Lataste
5:1-Sieg gegen den Kolumbianer Gabriel Blando
Halbfinale, Gruppe A: mit sieben Niederlagen (Rang 8) nicht für das Finale qualifiziert
0:5-Niederlage gegen Claude Netter aus Frankreich
2:5-Niederlage gegen Antonio Spallino aus Italien
1:5-Niederlage gegen Raymond Paul aus Großbritannien
1:5-Niederlage gegen Mark Petrowitsch Midler aus der Sowjetunion
3:5-Niederlage gegen André Verhalle aus Belgien
4:5-Niederlage gegen Jurij Rudow aus der Sowjetunion
2:5-Niederlage gegen Albert Axelrod aus den Vereinigten Staaten

Florett Mannschaft
- Raymond Buckingham, Tom Cross, Brian McCowage, David McKenzie, Michael Sichel und Rod Steele
Vorrunde, Gruppe C: mit zwei Niederlagen (Rang 3) nicht für das Halbfinale qualifiziert
3:13-Niederlage gegen das Team aus den  USA
Punkte: Ray Buckingham (1), Brian McCowage (1), David McKenzie (1)
8:8 (57:65)-Niederlage gegen das Team aus  Ungarn
Punkte: Brian McCowage (3), Michael Sichel (3), Tom Cross (2)

Degen Einzel
- Laurence Harding-Smith
Vorrunde, Gruppe D: mit zwei Siegen und vier Niederlagen (Rang 6) nicht für die Zwischenrunde qualifiziert
2:5-Niederlage gegen Édouard Schmit aus Luxemburg
4:5-Niederlage gegen Rolf Wiik aus Finnland
4:5-Niederlage gegen Carl Forssell aus Schweden
5:1-Sieg gegen den US-Amerikaner Kin Hoitsma
0:5-Niederlage gegen Juozas Ūdras aus der Sowjetunion
5:4-Sieg gegen den Mexikaner Luis Jiménez

- Ivan Lund
Vorrunde, Gruppe B: mit fünf Siegen und zwei Niederlagen (Rang 3) für die Zwischenrunde qualifiziert
3:5-Niederlage gegen Berndt-Otto Rehbinder aus Schweden
5:2-Sieg gegen den Deutschen Günter Stratmann
5:4-Sieg gegen den Belgier Jacques Debeur
5:4-Sieg gegen den Sowjetrussen Revaz Tsirek'idze
0:5-Niederlage gegen Siha Sukarno aus Indonesien
5:0-Sieg gegen den Kolumbianer Emiliano Camargo
5:0-Sieg gegen den Japaner Masayuki Sano
Zwischenrunde, Gruppe D: mit einem Sieg und fünf Niederlagen (Rang 6) nicht für das Halbfinale qualifiziert
3:5-Niederlage gegen Berndt-Otto Rehbinder aus Schweden
4:5-Niederlage gegen József Sákovics aus Ungarn
5:5-Niederlage gegen Skip Shurtz aus den Vereinigten Staaten
1:5-Niederlage gegen Rolf Wiik aus Finnland
2:5-Niederlage gegen Daniel Dagallier aus Frankreich
5:3-Sieg gegen Michael Howard aus Großbritannien

- Richard Stone
Vorrunde, Gruppe C: mit je drei Siegen und Niederlagen (Rang 4) für die Zwischenrunde qualifiziert
1:5-Niederlage gegen Dick Pew aus den Vereinigten Staaten
0:5-Niederlage gegen Per Carleson aus Schweden
0:5-Niederlage gegen Roger Achten aus Belgien
5:3-Sieg gegen den Kolumbianer Emilio Echeverri
5:4-Sieg gegen den Luxemburger Jean-Fernand Leischen
5:4-Sieg gegen den Argentinier Santiago Massini
Zwischenrunde, Gruppe C: mit einem Sieg und fünf Niederlagen (Rang 7) nicht für das Halbfinale qualifiziert
4:5-Niederlage gegen Armand Mouyal aus Frankreich
1:5-Niederlage gegen Ghislain Delaunois aus Belgien
4:5-Niederlage gegen Giuseppe Delfino aus Italien
4:5-Niederlage gegen Edy Schmit aus Luxemburg
5:3-Sieg gegen den Deutschen Günter Stratmann
3:5-Niederlage gegen Allan Jay aus Großbritannien

Degen Mannschaft
- Keith Hackshall, Ivan Lund, Hilbert Van Dijk und James Wolfensohn
Vorrunde, Gruppe A: mit zwei Niederlagen (Rang 4) nicht für das Halbfinale qualifiziert
5:11-Niederlage gegen das Team aus  Italien
Punkte: James Wolfensohn (2), Ivan Lund (1), Keith Hackshall (1), Hilbert Van Dijk (1)
3:9-Niederlage gegen das Team aus  Großbritannien
Punkte: Hilbert Van Dijk (1), Ivan Lund (2)

Säbel Einzel
- Leslie Fadgyas
Vorrunde, Gruppe C: mit drei Siegen (Rang 3) für die Zwischenrunde qualifiziert
Zwischenrunde, Gruppe C: mit sechs Niederlagen (Rang 7) nicht für das Halbfinale qualifiziert

- Graham McKenzie
Vorrunde, Gruppe B: mit einem Sieg (Rang 4) für die Zwischenrunde qualifiziert
Zwischenrunde, Gruppe C: mit sechs Niederlagen (Rang 7) nicht für das Halbfinale qualifiziert

- Sandor Szoke
Vorrunde, Gruppe A: mit einem Sieg (Rang 6) nicht für die Zwischenrunde qualifiziert

Säbel Mannschaft
- Leslie Fadgyas, Leslie Kovacs, Alexander Martonffy, Graham McKenzie und Emeric Santo
Vorrunde, Gruppe C: mit zwei Niederlagen (Rang 3) nicht für das Halbfinale qualifiziert
2:14-Niederlage gegen das Team der  Sowjetunion
1:9-Niederlage gegen das Team aus  Frankreich

#### Frauen

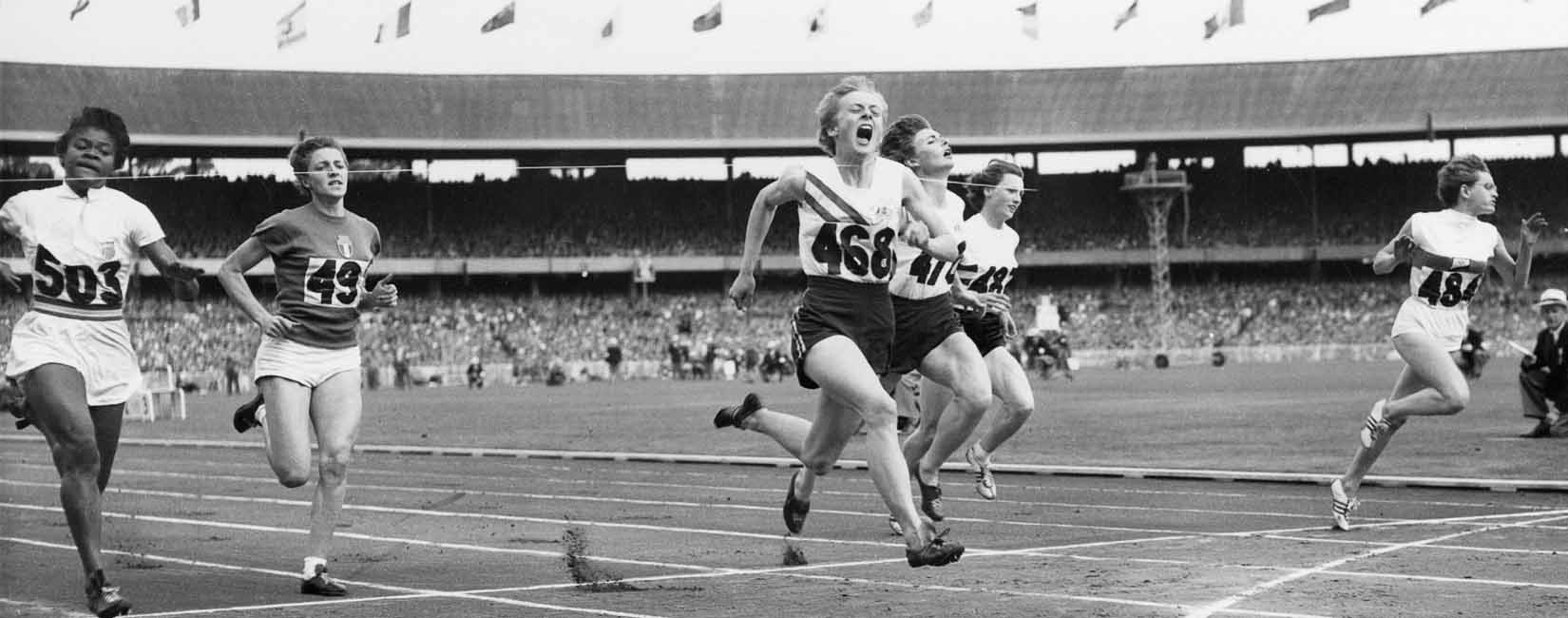
Zieleinlauf des 100-Meter-Finals (v. l. n. r.): Isabelle Daniels, Giuseppina Leone, Betty Cuthbert, Marlene Mathews, Heather Armitage, Christa Stubnick

Florett Einzel
- Joyce Hardon
Vorrunde, Gruppe C: mit sieben Niederlagen (Rang 8) nicht für das Halbfinale qualifiziert
0:4-Niederlage gegen Gillian Sheen aus Großbritannien
2:4-Niederlage gegen Olga Orbán aus Rumänien
3:4-Niederlage gegen Renée Garilhe aus Frankreich
3:4-Niederlage gegen Karen Lachmann aus Dänemark
1:4-Niederlage gegen Walentina Rastworowa aus der Sowjetunion
3:4-Niederlage gegen Judy Goodrich aus den Vereinigten Staaten
0:4-Niederlage gegen Magda Nyári-Kovács aus Ungarn

- Lois Joseph
Vorrunde, Gruppe B: mit einem Sieg und sechs Niederlagen (Rang 8) nicht für das Halbfinale qualifiziert
1:4-Niederlage gegen Janice Romary aus den Vereinigten Staaten
2:4-Niederlage gegen Ellen Preis aus Österreich
2:4-Niederlage gegen Bruna Colombetti aus Italien
3:4-Niederlage gegen Pilar Roldán aus Mexiko
3:4-Niederlage gegen Ecaterina Orb aus Rumänien
3:4-Niederlage gegen Nadeschda Schitikowa aus der Sowjetunion
4:3-Sieg gegen die Französin Régine Veronnet

- Denise O’Brien
Vorrunde, Gruppe A: mit sechs Niederlagen (Rang 7) nicht für das Halbfinale qualifiziert
3:4-Niederlage gegen Maxine Mitchell aus den Vereinigten Staaten
0:4-Niederlage gegen Ėmma Efimova aus der Sowjetunion
1:4-Niederlage gegen Lídia Dömölky-Sákovics aus Ungarn
0:4-Niederlage gegen Kate Delbarre aus Frankreich
2:4-Niederlage gegen Velleda Cesari aus Italien
2:4-Niederlage gegen Mary Glen Haig aus Großbritannien

### Fußball
- Kader: George Arthur, Bob Bignall, Jack Lennard, Ron Lord (TW), Frank Loughran, Graham McMillan, Bruce Morrow, John Pettigrew, Cliff Sander, Ted Smith und Al Warren
- Trainer: Richard Telfer
Achtelfinalspiel am 27. November, 12.00 Uhr, im Melbourne Cricket Ground: 2:0 (1:0)-Sieg gegen  Japan
Torschützen: Graham McMillan 1:0 (26. Min.), Frank Loughran 2:0 (61. Min.)
Viertelfinalspiel am 1. Dezember, 12.00 Uhr, im Melbourne Cricket Ground: 2:4 (2:2)-Niederlage gegen  Indien
Torschütze: Bruce Morrow 1:1 (17. Min.) und 2:2 (41. Min.)

- Schiedsrichter: Ron Wright
Viertelfinalspiel zwischen  Bulgarien und  Großbritannien 6:1 (3:1)
Finale zwischen der  Sowjetunion und  Jugoslawien 1:0 (0:0)

### Gewichtheben
- Bantamgewicht (bis 56 kg)
Charles Henderson (55,5 kg)
Drücken: 72,5 kg / 77,5 kg / 77,5 kg
Reißen: 85,0 kg / 90,0 kg / 90,0 kg
Stoßen: 105,0 kg / 110,0 kg / 115,0 kg
Gesamt: 272,5 kg (-70,0 kg), Rang 13

- Federgewicht (bis 60 kg)
Keith Caple (59,6 kg)
Drücken: 82,5 kg / 87,5 kg / 92,5 kg
Reißen: 82,5 kg / 87,5 kg / 90,0 kg
Stoßen: 110,0 kg / 115,0 kg / 115,0 kg
Gesamt: 287,5 kg (-65,0 kg), Rang 16

- Leichtgewicht (bis 67,5 kg)
Verdi Barberis (67,5 kg)
Drücken: 100,0 kg / 105,0 kg / 107,5 kg
Reißen: 100,0 kg / 105,0 kg / 110,0 kg
Stoßen: 132,5 kg / 137,5 kg / 142,5 kg
Gesamt: 347,5 kg (-32,5 kg), Rang 11

- Mittelgewicht (bis 75 kg)
Frederick Baugh (74,3 kg)
Drücken: 100,0 kg / 107,5 kg / 107,5 kg
Reißen: 95,0 kg / 102,5 kg / 102,5 kg
Stoßen: 122,5 kg / 122,5 kg / –
Gesamt: 325,0 kg (-95,0 kg), Rang 13

- Leichtschwergewicht (bis 82,5 kg)
John Powell (81,8 kg)
Drücken: 110,0 kg / 115,0 kg / 120,0 kg
Reißen: 107,5 kg / 112,5 kg / 117,5 kg
Stoßen: 145,0 kg / 145,0 kg / 155,0 kg
Gesamt: 382,5 kg (-65,0 kg), Rang 8

- Mittelschwergewicht (bis 90 kg)
Manoel Santos (88,2 kg)
Drücken: 120,0 kg / 125,0 kg / 130,0 kg
Reißen: 110,0 kg / 115,0 kg / 115,0 kg
Stoßen: 150,0 kg / 150,0 kg / 160,0 kg
Gesamt: 385,0 kg (-77,5 kg), Rang 9
Leonard Treganowan (89,7 kg)
Drücken: 117,5 kg / 117,5 kg / 122,5 kg
Reißen: 117,5 kg / 122,5 kg / 122,5 kg
Stoßen: 150,0 kg / 150,0 kg / 155,0 kg
Gesamt: 390,0 kg (-72,5 kg), Rang 8

### Hockey
- Kader: Alan Barblett, Dennis Kemp, Desmond Spackman, Eric Pearce, Gordon Pearce, Ian Dick, Keith Leeson, Kevin Carton, Louis Hailey, Maurice Foley, Melville Pearce, Raymond Whiteside und John Dwyer
Vorrunde, Gruppe B: mit zwei Siegen und einer Niederlage sowie einem Entscheidungsspiel für die Platzierungsspiele um Rang 5 bis 8 qualifiziert
23. November, 14.30 Uhr: 2:0 (1:0)-Sieg gegen das Team aus  Kenia
26. November, 16.00 Uhr: 3:2 (2:1)-Sieg gegen das Team aus  Malaysia
30. November, 16.00 Uhr: 1:2 (0:1)-Niederlage gegen das Team aus  Großbritannien
01. Dezember, 14.00 Uhr, Entscheidungsspiel: 0:1 (0:0)-Niederlage gegen das Team aus  Großbritannien
Platzierungsspiele um Rang 5 bis 8: zwei Siege und ein Unentschieden, Rang 5
03. Dezember: 2:2-Unentschieden gegen das Team aus  Belgien
04. Dezember: 1:0-Sieg gegen das Team aus  Neuseeland
06. Dezember: 5:0-Sieg gegen das Team aus  Singapur

### Kanu

#### Männer
- Einer-Kajak 1000 m
Barry Stuart
Vorläufe, Vorlauf 3: mit 4:30,1 min (Rang 3) für das Finale qualifiziert
Finale: 4:30,7 min (+17,9 s), Rang 9

- Einer-Kajak 10.000 m
Max Baldwin
Finale: 51:49,7 min (+4:06,3 min), Rang 9

- Zweier-Kajak 1000 m
Walter Brown und Dennis Green
Vorläufe, Vorlauf 3: mit 4:03,0 min (Rang 1) für das Finale qualifiziert
Finale: 3:59,1 min (+9,5 s), Rang 7

- Zweier-Kajak 10.000 m
Walter Brown und Dennis Green
Finale: 43:43,2 min (+6,2 s), Rang 3

- Einer-Canadier 1000 m
Bryan Harper
Finale: 5:37,6 min (+32,3 s), Rang 7

- Einer-Canadier 10.000 m
Bryan Harper
Finale: 1:02:12,1 h (+5:31,1 min), Rang 9

- Zweier-Canadier 1000 m
Bill Jones und Tom Ohman
Vorläufe, Vorlauf 2: mit 5:04,6 min (Rang 2) für das Finale qualifiziert
Finale: 5:03,0 min (+15,6 s), Rang 5

- Zweier-Canadier 10.000 m
Bill Jones und Tom Ohman
Finale: 56:18,6 min (+ 2:16,2 min), Rang 7

#### Frauen
- Einer-Kajak 500 m
Edith Cochrane
Vorläufe, Vorlauf 1: mit 2:24,0 min (Rang 3) für das Finale qualifiziert
Finale: 2:23,8 min (+4,9 s), Rang 5

### Leichtathletik

#### Männer
100 m
- Gavin Carragher
Vorläufe, Lauf 7: mit 10,9 s (handgestoppt; Rang 4) bzw. 10,98 s (elektronisch) nicht für die Viertelfinalläufe qualifiziert

- Hector Hogan
Vorläufe, Lauf 8: mit 10,5 s (handgestoppt; Rang 1) bzw. 10,72 s (elektronisch) für die Viertelfinalläufe qualifiziert
Viertelfinalläufe, Lauf 3: mit 11,0 s (handgestoppt; Rang 1) bzw. 11,15 s (elektronisch) für die Halbfinalläufe qualifiziert
Halbfinale, Lauf 2: mit 10,5 s (handgestoppt; Rang 3) bzw. 10,62 s (elektronisch) für das Finale qualifiziert
Finale: 10,6 s (handgestoppt) bzw. 10,77 s (elektronisch), Rang 3

- Raymond Land
Vorläufe, Lauf 6: mit 10,8 s (handgestoppt; Rang 2) bzw. 11,05 s (elektronisch) für die Viertelfinalläufe qualifiziert
Viertelfinalläufe, Lauf 1: mit 11,0 s (handgestoppt; Rang 6) bzw. 11,15 s (elektronisch) nicht für die Halbfinalläufe qualifiziert

200 m
- Graham Gipson
Vorläufe, Lauf 9: mit 22,0 s (handgestoppt, Rang 3) bzw. 22,06 s (elektronisch) nicht für die Viertelfinalläufe qualifiziert

- Hector Hogan
Vorläufe, Lauf 8: mit 21,8 s (handgestoppt, Rang 2) bzw. 21,97 s (elektronisch) für die Viertelfinalläufe qualifiziert
Viertelfinale, Lauf 3: mit 21,7 s (handgestoppt, Rang 4) bzw. 21,90 s (elektronisch) nicht für die Halbfinalläufe qualifiziert

- Douglas Winston
Vorläufe, Lauf 2: mit 22,0 s (handgestoppt, Rang 3) bzw. 22,20 s (elektronisch) nicht für die Viertelfinalläufe qualifiziert

400 m
- Graham Gipson
Vorläufe, Lauf 5: mit 47,7 s (handgestoppt, Rang 2) bzw. 47,87 s (elektronisch) für die Viertelfinalläufe qualifiziert
Viertelfinale, Lauf 2: mit 47,4 s (handgestoppt, Rang 4) bzw. 47,45 s (elektronisch) nicht für die Halbfinalläufe qualifiziert

- John Goodman
Vorläufe, Lauf 8: mit 48,5 s (handgestoppt, Rang 4) bzw. 48,73 s (elektronisch) nicht für die Viertelfinalläufe qualifiziert

- Kevan Gosper
Vorläufe, Lauf 7: mit 48,0 s (handgestoppt, Rang 1) bzw. 48,07 s (elektronisch) für die Viertelfinalläufe qualifiziert
Viertelfinale, Lauf 4: mit 46,7 s (handgestoppt, Rang 1) bzw. 46,83 s (elektronisch) für die Halbfinalläufe qualifiziert
Halbfinale, Lauf 2: mit 46,2 s (handgestoppt, Rang 4) bzw. 46,45 s (elektronisch) nicht für das Finale qualifiziert

800 m
- Jim Bailey
Vorläufe, Lauf 3: mit 1:51,1 min (handgestoppt, Rang 1) bzw. 1:51,13 min (elektronisch) für die Halbfinalläufe qualifiziert
Halbfinale, Lauf 2: mit 1:51,4 min (handgestoppt, Rang 7) bzw. 1:51,40 min (elektronisch) nicht für das Finale qualifiziert

- Bill Butchart
Vorläufe, Lauf 4: mit 1:51,6 min (handgestoppt, Rang 3) bzw. 1:51,67 min (elektronisch) für die Halbfinalläufe qualifiziert
Halbfinale, Lauf 1: mit 1:53,8 min (handgestoppt, Rang 4) bzw. 1:53,81 min (elektronisch) für das Finale qualifiziert
Finale: 1:52,0 min (handgestoppt), Rang 8

- Don MacMillan
Vorläufe, Lauf 2: mit 1:53,4 min (handgestoppt, Rang 4) bzw. 1:53,50 min (elektronisch) nicht für die Halbfinalläufe qualifiziert

1500 m
- John Landy
Vorläufe, Lauf 3: mit 3:48,6 min (handgestoppt, Rang 3) bzw. 3:48,67 min (elektronisch) für das Finale qualifiziert
Finale: 3:42,0 min (handgestoppt) bzw. 3:42,03 min (elektronisch), Rang 3

- Merv Lincoln
Vorläufe, Lauf 2: mit 3:45,4 min (handgestoppt, Rang 1) bzw. 3:45,63 min (elektronisch) für das Finale qualifiziert
Finale: 3:51,9 min (handgestoppt), Rang 12

5000 m
- Allan Lawrence
Vorläufe, Lauf 2: mit 14:14,6 min (handgestoppt, Rang 1) bzw. 14:14,67 min (elektronisch) für das Finale qualifiziert
Finale: nicht zum Rennen angetreten

- Albie Thomas
Vorläufe, Lauf 3: mit 14:14,2 min (handgestoppt, Rang 1) bzw. 14:14,41 min (elektronisch) für das Finale qualifiziert
Finale: 14:04,6 min (handgestoppt) bzw. 14:05,03 min (elektronisch), Rang 5

10.000 m
- Allan Lawrence
28:53,6 min (handgestoppt) bzw. 28:53,59 min (elektronisch), Rang 3
- Dave Power
29:49,2 min (handgestoppt), Rang 7
- Dave Stephens
keine Zeit verfügbar, Rang 20

Marathon
- Keith Ollerenshaw
2:48:12 h, Rang 25
- Les Perry
Rennen nicht beendet
- John Russell
2:41:44 h, Rang 18

110 m Hürden
- John Chittick
Vorläufe, Lauf 2: mit 14,9 s (handgestoppt, Rang 5) bzw. 15,18 s (elektronisch) nicht für die Halbfinalläufe qualifiziert

- Ken Doubleday
Vorläufe, Lauf 1: mit 14,8 s (handgestoppt, Rang 5) bzw. 14,98 s (elektronisch) nicht für die Halbfinalläufe qualifiziert

- James Joyce
Vorläufe, Lauf 3: mit 14,7 s (handgestoppt, Rang 6) bzw. 15,02 s (elektronisch) nicht für die Halbfinalläufe qualifiziert

400 m Hürden
- Geoff Goodacre
Vorläufe, Lauf 2: mit 52,5 s (handgestoppt, Rang 3) bzw. 52,85 s (elektronisch) nicht für die Halbfinalläufe qualifiziert

- David Lean
Vorläufe, Lauf 1: mit 51,4 s (handgestoppt, Rang 2) bzw. 51,55 s (elektronisch) für die Halbfinalläufe qualifiziert
Halbfinale, Lauf 2: mit 51,4 s (handgestoppt, Rang 2) bzw. 51,45 s (elektronisch) für das Finale qualifiziert
Finale: 51,8 s (handgestoppt) bzw. 51,93 s (elektronisch), Rang 5

- Ross Parker
Vorläufe, Lauf 4: mit 53,5 s (handgestoppt, Rang 1) bzw. 53,51 s (elektronisch) für die Halbfinalläufe qualifiziert
Halbfinale, Lauf 1: mit 52,6 s (handgestoppt, Rang 6) bzw. 52,72 s (elektronisch) nicht für das Finale qualifiziert

3000 m Hindernis
- Ron Blackney
Vorläufe, Lauf 2: mit 9:16,0 min (handgestoppt, Rang 10) nicht für das Finale qualifiziert

- Neil Robbins
Vorläufe, Lauf 2: mit 8:55,4 min (handgestoppt, Rang 5) bzw. 8:55,62 min (elektronisch) für das Finale qualifiziert
Finale: 8:50,0 min (handgestoppt) bzw. 8:50,36 min (elektronisch), Rang 7

- Graham Thomas
Vorläufe, Lauf 1: mit 9:09,8 min (handgestoppt, Rang 10) nicht für das Finale qualifiziert

4 × 100-m-Staffel
- Hector Hogan, Raymond Land, Gavin Carragher und Edward McGlynn
Vorläufe, Lauf 2: mit 40,6 s (handgestoppt, Rang 1) bzw. 40,72 s (elektronisch) für die Halbfinalläufe qualifiziert
Halbfinale, Lauf 2: mit 40,8 s (handgestoppt, Rang 4) bzw. 40,72 s (elektronisch) nicht für das Finale qualifiziert

4 × 400-m-Staffel
- Graham Gipson, Kevan Gosper, David Lean und Leon Gregory
Rang 2

20 km Gehen
- Ted Allsopp
1:35:43,0 h, Rang 10
- Ronald Crawford
1:39:35,0 h, Rang 13
- Donald Keane
1:33:52,0 h, Rang 6

50 km Gehen
- Ted Allsopp
disqualifiziert
- Ronald Crawford
5:22:36,0 h, Rang 13
- Ray Smith
4:56:08,0 h, Rang 6

Hochsprung
- Chilla Porter
Qualifikation: mit übersprungenen 1,92 m (Rang 4) für das Finale qualifiziert
1,70 m: o
1,78 m: ausgelassen
1,82 m: ausgelassen
1,88 m: o
1,92 m: o
Finale: 2,10 m übersprungen, Rang 2 
1,80 m: o
1,86 m: ausgelassen
1,92 m: o
1,96 m: o
2,00 m: o
2,03 m: o
2,06 m: o
2,08 m: x o
2,10 m: x x o
2,12 m: x x x

- Colin Ridgeway
Qualifikation: mit übersprungenen 1,92 m (Rang 16) für das Finale qualifiziert
1,70 m: o
1,78 m: ausgelassen
1,82 m: x o
1,88 m: ausgelassen
1,92 m: o
Finale: 2,00 m übersprungen, Rang 7
1,80 m: o
1,86 m: ausgelassen
1,92 m: o
1,96 m: o
2,00 m: o
2,03 m: x x x

- John Vernon
Qualifikation: mit übersprungenen 1,82 m (Rang 24) nicht für das Finale qualifiziert
1,70 m: o
1,78 m: o
1,82 m: o
1,88 m: x - -
1,92 m: o

Stabhochsprung
- Peter Denton
Qualifikation: 3,85 m (Rang 18), nicht für das Finale qualifiziert
3,70 m: - x o
3,85 m: o
4,00 m: x x x

- Bruce Peever
Qualifikation: 3,85 m (Rang 17), nicht für das Finale qualifiziert
3,70 m: o
3,85 m: o
4,00 m: x x x

Weitsprung
- Ian Bruce
Vorkampf
- Hugh Jack
Vorkampf

Dreisprung
- Brian Oliver
Vorkampf
- Ronald Gray
Vorkampf
- Maurice Rich
Vorkampf

Kugelstoßen
- Barry Donath
Rang 9
- Robert Hanlin
Rang 11

Diskuswurf
- Vesmonis Balodis
Vorkampf

Hammerwurf
- Martin Crowe
Vorkampf
- Neville Gadsden
Vorkampf
- Charlie Morris
Vorkampf

Speerwurf
- Bob Grant
Vorkampf
- James Achurch
Vorkampf

Zehnkampf
- Ian Bruce
Rang 11
- John Cann
Rang 10
- Patrick Leane
Rang 9

#### Frauen
100 m 
- Betty Cuthbert
Vorläufe, Lauf 3: mit 11,4 s (handgestoppt, neuer olympischer Rekord, Rang 1) bzw. 11,72 s (elektronisch) für die Halbfinalläufe qualifiziert
Halbfinale, Lauf 1: mit 12,0 s (handgestoppt, Rang 3) bzw. 12,08 s (elektronisch) für das Finale qualifiziert
Finale: 11,5 s (handgestoppt) bzw. 11,82 s (elektronisch), Rang 1
- Marlene Mathews
Vorläufe, Lauf 2: mit 11,5 s (handgestoppt, olympischem Rekord eingestellt, Rang 1) bzw. 11,81 s (elektronisch) für die Halbfinalläufe qualifiziert
Halbfinale, Lauf 2: mit 11,6 s (handgestoppt, Rang 1) bzw. 11,80 s (elektronisch) für das Finale qualifiziert
Finale: 11,7 s (handgestoppt) bzw. 11,94 s (elektronisch), Rang 3
- Shirley Strickland
Vorläufe, Lauf 4: mit 11,7 s (handgestoppt, Rang 3) bzw. 11,86 s (elektronisch) nicht für die Halbfinalläufe qualifiziert

200 m
- Norma Croker
Vorläufe, Lauf 3: mit 24,9 s (handgestoppt, Rang 2) bzw. 25,10 s (elektronisch) für die Halbfinalläufe qualifiziert
Halbfinale, Lauf 1: mit 24,3 s (handgestoppt, Rang 3) bzw. 24,41 s (elektronisch) für das Finale qualifiziert
Finale: 24,0 s (handgestoppt) bzw. 24,22 s (elektronisch), Rang 4
- Betty Cuthbert
Vorläufe, Lauf 1: mit 23,5 s (handgestoppt, Rang 1) bzw. 23,60 s (elektronisch) für die Halbfinalläufe qualifiziert
Halbfinale, Lauf 1: mit 23,6 s (handgestoppt, Rang 1) bzw. 23,75 s (elektronisch) für das Finale qualifiziert
Finale: 23,4 s (handgestoppt, olympischer Rekord eingestellt) bzw. 23,55 s (elektronisch), Rang 1
- Marlene Mathews
Vorläufe, Lauf 6: mit 24,0 s (handgestoppt, Rang 1) bzw. 24,16 s (elektronisch) für die Halbfinalläufe qualifiziert
Halbfinale, Lauf 2: mit 24,3 s (handgestoppt, Rang 2) bzw. 24,42 s (elektronisch) für das Finale qualifiziert
Finale: 23,8 s (handgestoppt) bzw. 24,10 s (elektronisch), Rang 3

80 m Hürden
- Gloria Cooke
Vorläufe, Lauf 3: mit 11,4 s (handgestoppt, Rang 3) bzw. 11,45 s (elektronisch) für die Halbfinalläufe qualifiziert
Halbfinale, Lauf 2: mit 11,1 s (handgestoppt) bzw. 11,25 s (elektronisch) für das Finale qualifiziert
Finale: 11,4 s (handgestoppt) bzw. 11,60 s (elektronisch), Rang 6

- Shirley Strickland ging als Titelverteidigerin (Olympiasiegerin in der finnischen Hauptstadt Helsinki am 24. Juli 1952) in den Wettkampf
Vorläufe, Lauf 2: mit 10,8 s (handgestoppt, Rang 1, neuer olympischer Rekord) bzw. 11,02 s (elektronisch) für die Halbfinalläufe qualifiziert
Halbfinale, Lauf 1: mit 10,8 s (handgestoppt, Rang 1, Einstellung des olympischen Rekords) bzw. 10,89 s (elektronisch) für das Finale qualifiziert
Finale: 10,7 s (handgestoppt, neuer olympischer Rekord) bzw. 10,96 s (elektronisch), Rang 1

- Norma Thrower
Vorläufe, Lauf 4: mit 10,8 s (handgestoppt, Rang 1, Einstellung des olympischen Rekords) bzw. 10,94 s (elektronisch) für die Halbfinalläufe qualifiziert
Halbfinale, Lauf 2: mit 11,0 s (handgestoppt, Rang 2) bzw. 11,20 s (elektronisch) für das Finale qualifiziert
Finale: 11,0 s (handgestoppt) bzw. 11,25 s (elektronisch), Rang 3

4 × 100-m-Staffel
- Norma Croker, Betty Cuthbert, Fleur Mellor und Shirley Strickland
Vorläufe, Lauf 1: mit 44,9 s (handgestoppt, Rang 1, neuer Weltrekord) bzw. 45,00 s (elektronisch) für das Finale qualifiziert
Finale: 44,5 s (handgestoppt, neuer Weltrekord) bzw. 44,65 s (elektronisch), Rang 1

Hochsprung
- Carol Bernoth
Rang 14
- Janice Cooper
Rang 15
- Michele Mason
Rang 6

Weitsprung
- Nancy Borwick
Rang 6
- Margaret Johnson
Vorkampf
- Erica Willis
Vorkampf

Kugelstoßen
- Mary Breen
Vorkampf
- Val Lawrence
Rang 13
- Margaret Woodlock
Vorkampf

Diskuswurf
- Shirley Cotton
Vorkampf
- Lois Jackman
Rang 13
- Val Lawrence
Vorkampf

Speerwurf
- June Heath
Qualifikation: mit 38,10 m (Rang 19) nicht für das Finale qualifiziert
35,76 m / 38,10 m / x
- Heather Innes
Qualifikation: mit 38,72 m (Rang 18) nicht für das Finale qualifiziert
38,72 m / 35,57 m / x
- Maureen Wright
Qualifikation: mit 38,81 m (Rang 17) nicht für das Finale qualifiziert
36,75 m / 38,81 m / 36,91 m

### Moderner Fünfkampf
- Neville Sayers
Einzel: 19. Platz
Mannschaft: 8. Platz

- Sven Coomer
Einzel: 32. Platz
Mannschaft: 8. Platz

- George Nicoll
Einzel: 35. Platz
Mannschaft: 8. Platz

### Radsport
Straße
- John O’Sullivan
187,73 km Straßenrennen, Einzel: 41. Platz
187,73 km Straßenrennen, Mannschaft: ??

- Jim Nevin
187,73 km Straßenrennen, Einzel: 44. Platz
187,73 km Straßenrennen, Mannschaft: ??

- Jim Nestor
187,73 km Straßenrennen, Einzel: ??
187,73 km Straßenrennen, Mannschaft: ??

- John Trickey
187,73 km Straßenrennen, Einzel: ??
187,73 km Straßenrennen, Mannschaft: ??

Bahn
- Dick Ploog
Sprint: Bronze

- Warren Scarfe
1000 Meter Zeitfahren: 4. Platz
4000 Meter Mannschaftsverfolgung: Vorrunde

- Ian Browne
Tandem: Gold

- Tony Marchant
Tandem: Gold

- Roy Moore
4000 Meter Mannschaftsverfolgung: Vorrunde

- Frank Brazier
4000 Meter Mannschaftsverfolgung: Vorrunde

- Clifford Burvill
4000 Meter Mannschaftsverfolgung: Vorrunde

### Ringen
- Montgomery Hakansson
Fliegengewicht, griechisch-römisch: ??

- Ronald Sweeney
Bantamgewicht, griechisch-römisch: ??

- Norman Ickeringill
Federgewicht, griechisch-römisch: ??

- Frederick Murphy
Weltergewicht, griechisch-römisch: ??

- William Paterson
Mittelgewicht, griechisch-römisch: ??

- Vitezslav Macha
Halbschwergewicht, griechisch-römisch: ??

- Joseph Zammit
Schwergewicht, griechisch-römisch: ??

- Frederick Flannery
Fliegengewicht, klassisch: ??

- Geoffrey Jameson
Bantamgewicht, klassisch: ??

- John Elliott
Federgewicht, klassisch: ??

- David Schumacher
Leichtgewicht, klassisch: ??

- Noel Granger
Weltergewicht, klassisch: ??

- William Davies
Mittelgewicht, klassisch: ??

- Kevin Coote
Halbschwergewicht, klassisch: 5. Platz

- Raymond Mitchell
Schwergewicht, klassisch: 4. Platz

### Rudern
- Stuart MacKenzie
Einer: Silber

- Murray Riley
Doppelzweier: Bronze

- Mervyn Wood
Doppelzweier: Bronze

- Peter Raper
Zweier ohne Steuermann: 4. Platz

- Maurice Grace
Zweier ohne Steuermann: 4. Platz

- Robert Duncan
Zweier mit Steuermann: Halbfinale

- Bruce Dickson
Zweier mit Steuermann: Halbfinale

- John Cockbill
Zweier mit Steuermann: Halbfinale

- John Harrison
Vierer ohne Steuermann: Halbfinale

- Peter Evatt
Vierer ohne Steuermann: Halbfinale

- Geoff Williamson
Vierer ohne Steuermann: Halbfinale

- David Anderson
Vierer ohne Steuermann: Halbfinale

- Gordon Cowey
Vierer mit Steuermann: 4. Platz

- Kevin McMahon
Vierer mit Steuermann: 4. Platz

- Reginald Libbis
Vierer mit Steuermann: 4. Platz

- Ian Allen
Vierer mit Steuermann: 4. Platz

- John Jenkinson
Vierer mit Steuermann: 4. Platz

- Michael Aikman
Achter: Bronze

- David Boykett
Achter: Bronze

- Fred Benfield
Achter: Bronze

- James Howden
Achter: Bronze

- Garth Manton
Achter: Bronze

- Walter Howell
Achter: Bronze

- Adrian Monger
Achter: Bronze

- Brian Doyle
Achter: Bronze

- Harold Hewitt
Achter: Bronze

### Schießen
- Francis Maitland
Schnellfeuerpistole: 28. Platz

- Peter Papps
Schnellfeuerpistole: 35. Platz

- Leonard Tolhurst
Freie Scheibenpistole: 8. Platz

- Rodney Johnson
Freie Scheibenpistole: 27. Platz

- Ian Wrigley
Freies Gewehr Dreistellungskampf: 16. Platz

- Norman Goff
Freies Gewehr Dreistellungskampf: 17. Platz

- Don Tolhurst
Kleinkaliber Dreistellungskampf: 27. Platz
Kleinkaliber liegend: 10. Platz

- Norman Rule
Kleinkaliber Dreistellungskampf: 34. Platz
Kleinkaliber liegend: 22. Platz

- Colin Anderson
Laufender Hirsch Einzel- und Doppelschuss: 10. Platz

- Noel Hall
Laufender Hirsch Einzel- und Doppelschuss: 11. Platz

- John Bryant
Trap: 9. Platz

### Schwimmen

#### Männer
- Jon Henricks
100 Meter Freistil: Gold 
4 × 200 Meter Freistil: Gold

- John Devitt
100 Meter Freistil: Silber 
4 × 200 Meter Freistil: Gold

- Gary Chapman
100 Meter Freistil: Bronze

- Murray Rose
400 Meter Freistil: Gold 
1500 Meter Freistil: Gold 
4 × 200 Meter Freistil: Gold

- Kevin O’Halloran
400 Meter Freistil: 4. Platz
4 × 200 Meter Freistil: Gold

- Gary Winram
400 Meter Freistil: 6. Platz
1500 Meter Freistil: 8. Platz

- Murray Garretty
1500 Meter Freistil: 4. Platz

- David Theile
100 Meter Rücken: Gold

- John Monckton
100 Meter Rücken: Silber

- John Hayres
100 Meter Rücken: 5. Platz

- Terry Gathercole
200 Meter Brust: 4. Platz

- John Marshall
200 Meter Schmetterling: 5. Platz

- Brian Wilkinson
200 Meter Schmetterling: 7. Platz

#### Frauen
- Dawn Fraser
100 Meter Freistil: Gold 
400 Meter Freistil: Silber 
4 × 100 Meter Freistil: Gold

- Lorraine Crapp
100 Meter Freistil: Silber 
400 Meter Freistil: Gold 
4 × 100 Meter Freistil: Gold

- Faith Leech
100 Meter Freistil: Bronze 
4 × 100 Meter Freistil: Gold

- Sandra Morgan
400 Meter Freistil: 6. Platz
4 × 100 Meter Freistil: Gold

- Gerganiya Beckitt
100 Meter Rücken: 8. Platz

- Patricia Huntingford
100 Meter Rücken: Vorrunde

- Pamela Singleton
100 Meter Rücken: Vorrunde

- Barbara Evans
200 Meter Brust: Vorrunde

- Beverly Bainbridge
100 Meter Schmetterling: 5. Platz

- Maureen Giles
100 Meter Schmetterling: Vorrunde

### Segeln
- Colin Ryrie
Finn-Dinghi: 10. Platz

- Robert French
Star: 9. Platz

- Jack Downey
Star: 9. Platz

- Graham Drane
Drachen: 5. Platz

- Brian Carolan
Drachen: 5. Platz

- James Carolan
Drachen: 5. Platz

- Rolly Tasker
Sharpie: Silber

- John Scott
Sharpie: Silber

- Douglas Buxton
5,5-m-R-Klasse: Bronze

- Devereaux Mytton
5,5-m-R-Klasse: Bronze

- Jock Sturrock
5,5-m-R-Klasse: Bronze

### Turnen

#### Männer
- Graham Bond
Einzelmehrkampf: 54. Platz
Mannschaftsmehrkampf: 7. Platz
Bodenturnen: 58. Platz
Pferdsprung: 56. Platz
Barren: 53. Platz
Reck: 50. Platz
Ringe: 58. Platz
Seitpferd: 56. Platz

- David Gourlay
Einzelmehrkampf: 55. Platz
Mannschaftsmehrkampf: 7. Platz
Bodenturnen: 56. Platz
Pferdsprung: 43. Platz
Barren: 57. Platz
Reck: 54. Platz
Ringe: 56. Platz
Seitpferd: 55. Platz

- John Lees
Einzelmehrkampf: 56. Platz
Mannschaftsmehrkampf: 7. Platz
Bodenturnen: 60. Platz
Pferdsprung: 61. Platz
Barren: 55. Platz
Reck: 57. Platz
Ringe: 49. Platz
Seitpferd: 54. Platz

- Bruce Sharp
Einzelmehrkampf: 57. Platz
Mannschaftsmehrkampf: 7. Platz
Bodenturnen: 48. Platz
Pferdsprung: 28. Platz
Barren: 53. Platz
Reck: 56. Platz
Ringe: 51. Platz
Seitpferd: 59. Platz

- Brian Blackburn
Einzelmehrkampf: 58. Platz
Mannschaftsmehrkampf: 7. Platz
Bodenturnen: 41. Platz
Pferdsprung: 47. Platz
Barren: 56. Platz
Reck: 58. Platz
Ringe: 59. Platz
Seitpferd: 58. Platz

- Noel Punton
Einzelmehrkampf: 59. Platz
Mannschaftsmehrkampf: 7. Platz
Bodenturnen: 51. Platz
Pferdsprung: 50. Platz
Barren: 58. Platz
Reck: 63. Platz
Ringe: 60. Platz
Seitpferd: 57. Platz

#### Frauen
- Ingeborg Fraser
Einzelmehrkampf: 62. Platz
Bodenturnen: 61. Platz
Pferdsprung: 62. Platz
Stufenbarren: 63. Platz
Schwebebalken: 62. Platz

- Barbara Cunningham
Einzelmehrkampf: 63. Platz
Bodenturnen: 62. Platz
Pferdsprung: 61. Platz
Stufenbarren: 60. Platz
Schwebebalken: 64. Platz

- Wendy Nicholls
Einzelmehrkampf: 64. Platz
Bodenturnen: 64. Platz
Pferdsprung: 63. Platz
Stufenbarren: 64. Platz
Schwebebalken: 57. Platz

### Wasserball
- Kader: Peter Bennett, John Foster, Douglas Laing, William McCabe, John O’Brien, Bill Orchard, Edward Pierce, Raymond Smee und Keith Whitehead
Vorrunde, Gruppe A: mit drei Niederlagen (Rang 4) nicht für die Finalrunde qualifiziert
28. November, 14.00 Uhr: 2:4 (1:2)-Niederlage gegen  Rumänien
29. November, 22.15 Uhr: 1:9-Niederlage gegen  Jugoslawien
30. November, 16.00 Uhr: 0:3-Niederlage gegen die  Sowjetunion

### Wasserspringen

#### Männer
- Arthur Winther
3-Meter-Brett: 17. Platz

- Joseph McCann
3-Meter-Brett: 19. Platz

- Ronald Faulds
3-Meter-Brett: 20. Platz

- Frank Murphy
Sprungturm: 17. Platz

- William Tully
Sprungturm: 18. Platz

- Barry Holmes
Sprungturm: 22. Platz

#### Frauen
- Barbara McAulay
3-Meter-Brett: 13. Platz
Sprungturm: 14. Platz

- Rosalyn Barton
3-Meter-Brett: 15. Platz
Sprungturm: 16. Platz

- Patricia Howard
3-Meter-Brett: 17. Platz

- Adele Price
Sprungturm: 18. Platz